# Paul Thomas
Paul Thomas, pseudonimo di Philip Charles Toubus (Winnetka, 17 aprile 1947 – 10 giugno 2025), è stato un attore e regista statunitense, membro delle Hall of Fame dell'AVN e dell'XRCO. Considerato uno degli attori più carismatici ed esperti dell'intera industria del porno, ebbe il suo momento di massima attività durante la cosiddetta Golden Age of Porn americana.

## Biografia
Philip Toubus nacque nella cittadina di Winnetka, nello Stato dell'Illinois in una famiglia benestante. È il nipote di Sara Lee Lubin, ereditiera della multinazionale "Sara Lee Corporation". Da ragazzo frequentò la University of Wisconsin–Madison ma in seguito abbandonò gli studi per darsi alla recitazione. Recitò in molti teatri a Broadway, partecipando anche al musical Hair. La sua vetta di attore tradizionale l'ebbe nel 1973 quando interpretò la parte di San Pietro nel film Jesus Christ Superstar.
Toubus iniziò a lavorare nell'industria del porno nel 1974. Incontrò infatti i fratelli Mitchell, celebre coppia di registi di film hard dell'epoca, mentre stava recitando in un musical a San Francisco. Lavorò con loro in parecchi "filmini" amatoriali fino a quando, nel 1976, debuttò in un porno vero e proprio nel film The Autobiography of a Flea. Toubus iniziò quindi a usare lo pseudonimo Paul Thomas, ma recitò spesso anche sotto diversi altri nomi.
Paul Thomas ha recitato in più di 500 film hard e ne ha diretti circa 300, vincendo sette volte l'Adult Video News Awards e per due volte l'X-Rated Critics Organization Awards come miglior regista. Infine è stato introdotto nelle Hall of fame sia della XRCO che in quella AVN.
Nel 1982, Toubus venne arrestato per aver introdotto cocaina negli Stati Uniti dal Sud America. A causa di ciò trascorse un anno in prigione. Nel 1983, vinse il premio Adult Film Association of America come miglior attore protagonista per il film hard Virginia. Recitò anche in alcuni video della serie Taboo American Style ispirati all'originale film Taboo. Nel 1985 Toubus iniziò a dirigere i suoi propri film volendo soddisfare la propria voglia di provare a diventare un regista. Nel 2001 sposò l'attrice porno Anita Rinaldi, dopo aver divorziato dalla sua seconda moglie.

## Riconoscimenti
- 1983 AFAA Award come Miglior Attore Protagonista – Virginia[5]
- 1986 AVN Award for Best Couples Sex Scene (film) per Vergini corpi frementi (Ten Little Maidens)[6]
- 1986 - XRCO Hall of Fame[7]
- 1991 AVN Award Miglior Regia – Video – Beauty & the Beast 2[2]
- 1992 AVN Award – Reuben Sturman Memorial Award[2]*2008 XBIZ Award – New Starlet[8]
- 1993 XRCO Award Miglior Regia[3]
- 1994 AVN Award Miglior Regia, Film – Justine[2]
- 1997 AVN Award Miglior Regia, Film - Bobby Sox[2]
- 1999 XRCO Award Miglior Regia[3]
- 2002 AVN Award Miglior Interpretazione (non di sesso) - Fade to Black[2]
- 2002 AVN Award Miglior Regista, Film - Fade to Black[2]
- 2004 AVN Award Miglior Regista, Film - Heart of Darkness[2]
- 2005 AVN Award Miglior Regista, Film - The Masseuse[2]
- 2006 AVN Award Miglior Regista, Film - The New Devil in Miss Jones[2]
- 2008 AVN Award Miglior Regista, Film - Layout[9]
- 2008 XBIZ Award – Premio alla carriera[8]

## Filmografia parziale

### Attore
- Jesus Christ Superstar, regia di Norman Jewison (1973)
- Devil's Playground (1974)
- Do You Wanna Be Loved (1975)
- The Autobiography of a Flea, regia di Sharon McNight (1976)
- C.B. Mamas (1976)
- One of a Kind, regia di Carlos Tobalina (1976)
- Please Please Me (1976)
- Sinful Pleasures of Rev. Star (1976)
- Sweet White Dream (1976)
- 7 Into Snowy (1977)
- Baby Face (1977)
- Le dolci intimità di Annette (Desires Within Young Girls), regia di Richard Kanter (con lo pseudonimo "Ramsey Karson", 1977)
- Diary of a Young Writer (1977)
- Fantastic Orgy (1977)
- Final Sin (1977)
- Hard Soap Hard Soap (1977)
- Her Last Fling, regia di Carlos Tobalina (con lo pseudonimo "Bruce Van Buren", 1977)
- Little Girls Blue (1977)
- Long Jeanne Silver (1977)
- Pizza Girls (1977)
- Reflections (1977)
- Shiela's Payoff (1977)
- Soft Places (1977)
- Teenage Madam (1977)
- Ultimate Pleasure (1977)
- Tentazioni di una moglie infedele (V the Hot One), regia di Gary Graver (con lo pseudonimo "Robert McCallum", 1978)
- Bad Company (1978)
- Candy Stripers, regia di Bob Chinn (1978)
- Le avventure erotiche di Candy (Erotic Adventures of Candy), regia di Gail Palmer (1978)
- Formal Faucett (1978)
- KSEX (1978)
- Lipps and McCain (1978)
- Lust at First Bite (1978)
- Desiree la grande insaziabile (Pretty Peaches), regia di Alex de Renzy (1978)
- Swedish Erotica Film 103 (1978)
- Swedish Erotica Film 135 (1978)
- Swedish Erotica Film 165 (1978)
- Swedish Erotica Film 259 (1978)
- Thoroughly Amorous Amy (1978)
- Cave Women (1979)
- Deep Rub (1979)
- Ecstasy Girls 1 (1979)
- Fantasy (1979)
- Fantasyworld (1979)
- Female Athletes (1979)
- Hot Legs (1979)
- I Am Always Ready (1979)
- Love You (1979)
- Lusty Princess (1979)
- O.Z. Productions (1979)
- Olympic Fever (1979)
- Serena an Adult Fairy Tale (1979)
- Swedish Erotica Film 242 (1979)
- Swedish Erotica Film 287 (1979)
- Swedish Erotica Film 301 (1979)
- Sweet Captive (1979)
- That's Erotic (1979)
- Untamed (1979)
- American Pie (1980)
- Champagne for Breakfast (1980)
- Erotic World of Seka (1980)
- Erotic World of Serena (1980)
- John Holmes Superstar (1980)
- Ladies Night (1980)
- On White Satin (1980)
- Place Beyond Shame (1980)
- Robin's Nest (1980)
- Rolls Royce 5 (1980)
- Scent of Heather (1980)
- Suze's Centerfolds 3 (1980)
- Suzy Nero's Fantasies (1980)
- Wicked Sensations 1 (1980)
- Woman in Love (1980)
- 8 to 4 (1981)
- Aunt Peg Goes Hollywood (1981)
- Best of Gail Palmer (1981)
- Bon Appetite (1981)
- Cheryl Hansson: Cover Girl (1981)
- Crammin' Cuties (1981)
- Filthy Rich (1981)
- Lips (1981)
- Little French Maid (1981)
- Lysa Thatcher's Fantasies (1981)
- Never So Deep (1981)
- Oriental Madam (1981)
- Peaches and Cream (1981)
- Please Mr. Postman (1981)
- Ring of Desire (1981)
- Same Time Every Year (1981)
- Skintight (1981)
- Suze's Centerfolds 5 (1981)
- Suze's Centerfolds 6 (1981)
- Swedish Erotica 1 (1981)
- Swedish Erotica 11 (1981)
- Swedish Erotica 14 (1981)
- Swedish Erotica 15 (1981)
- Swedish Erotica 17 (1981)
- Swedish Erotica 2 (1981)
- Swedish Erotica 22 (1981)
- Swedish Erotica 25 (1981)
- Swedish Erotica 28 (1981)
- Swedish Erotica 29 (1981)
- Swedish Erotica 3 (1981)
- Swedish Erotica 39 (1981)
- Swedish Erotica 4 (1981)
- Swedish Erotica 40 (1981)
- Swedish Erotica 41 (1981)
- Swedish Erotica 5 (1981)
- Swedish Erotica 8 (1981)
- Touch Me in the Morning (1981)
- Trashi (1981)
- 1001 Erotic Nights (1982)
- All About Annette (1982)
- Beauty (1982)
- Blonde Next Door (1982)
- Brief Affair (1982)
- Campus Capers (1982)
- Center Spread Girls (1982)
- Erotica Collection 12 (1982)
- Erotica Collection 6 (1982)
- Every Which Way She Can (1982)
- Foreplay (1982)
- Foxholes (1982)
- Intimate Lessons (1982)
- Irresistible (1982)
- Nurses of the 407 (1982)
- Oui, Girls (1982)
- Peep Shows 8 (1982)
- Summer of '72 (1982)
- Swedish Erotica 43 (1982)
- Talk Dirty to Me 2 (1982)
- Wild Dallas Honey (1982)
- Young Doctors in Lust (1982)
- All American Girls 2: In Heat (1983)
- Back Door Girls (1983)
- Best of Alex DeRenzy (1983)
- Blue Confessions (1983)
- California Valley Girls (1983)
- Centerfold Celebrities 3 (1983)
- Coffee Tea or Me (1983)
- Crystal Dawn's Fantasies (1983)
- Dolce Alice (Sweet Alice), regia di Joseph F. Robertson (1983)
- Endless Lust (1983)
- Erotic Fantasies 2 (1983)
- Expose Me Now (1983)
- Fantasex Island (1983)
- Flesh Dance (1983)
- Flight Sensations (1983)
- Her Wicked Ways (1983)
- Hot Pink: Best Of Alex DeRenzy 2 (1983)
- Hotel Flesh (1983)
- Lady Lust (1983)
- Let's Get Physical (1983)
- Maximum 6 (1983)
- Moments Of Love (1983)
- Nasty Nurses (1983)
- Personal Touch 1 (1983)
- Personal Touch 2 (1983)
- Piggies (1983)
- Pleasure Zone (1983)
- Private Teacher (1983)
- Public Affairs (1983)
- Reel People (1983)
- San Fernando Valley Girls (1983)
- Sexloose (1983)
- Show Your Love (1983)
- Silk Satin Sex (1983)
- Summer Camp Girls (1983)
- Super Sex (1983)
- Swedish Erotica 50 (1983)
- Swedish Erotica Superstars Featuring Seka (1983)
- Taste of Money (1983)
- Too Much Too Soon (1983)
- Turbo Sex (1983)
- Virginia (1983)
- Young and Restless 1 (1983)
- Young Like It Hot (1983)
- All American Girls 3: Up Up and Away (1984)
- Best of Atom (1984)
- Blue Ribbon Blue (1984)
- Bottoms Up Series 7 (1984)
- Breaking It (1984)
- Breezy (1984)
- Camp Beaver Lake the Movie (1984)
- Caught from Behind 2 (1984)
- China and Silk (1984)
- Classical Romance (1984)
- Collection 7 (1984)
- Critic's Choice 1 (1984)
- Eighth Erotic Film Festifal (1984)
- Erotic World of Candy Shields (1984)
- Femme Fatale (1984)
- Girls Just Wanna Have Fun (1984)
- I Never Say No (1984)
- I Want To Be Bad (1984)
- Insatiable 2, regia di Stu Segall (1984)
- Jailhouse Girls, regia di Henri Pachard (1984)
- Joys of Erotica (1984)
- Joys of Erotica 104 (1984)
- Joys of Erotica 107 (1984)
- Joys of Erotica 109 (1984)
- Joys of Erotica 110 (1984)
- Loose Times at Ridley High (1984)
- Making it Big (1984)
- Nasty Lady (1984)
- Night Magic (1984)
- Oriental Temptations (1984)
- Perfect Weekend (1984)
- Physical Attraction (1984)
- Pleasure Channel (1984)
- Pleasure Productions 10 (1984)
- Pleasure Productions 11 (1984)
- Pleasure Productions 5 (1984)
- Pleasure Productions 6 (1984)
- Pleasure Productions 8 (1984)
- Pussycat Galore (1984)
- Raven (1984)
- Seka Story (1984)
- Sex Play (1984)
- Sex Spa USA (1984)
- Sexsations (1984)
- Snake Eyes (1984)
- Space Virgins (1984)
- Stiff Competition (1984)
- Studio of Lust (1984)
- Le infermiere dell'amore (Supergirls Do General Hospital), regia di Henri Pachard (1984)
- Supergirls Do the Navy (1984)
- Suze's Centerfolds 8 (1984)
- Swedish Erotica 53 (1984)
- Swedish Erotica 60 (1984)
- Swedish Erotica Superstars Featuring Shauna Grant (1984)
- Tracie Lords (1984)
- X-factor (1984)
- Yellow Fever (1984)
- Young and Naughty (1984)
- Young Girls Do (1984)
- Adult 45 1 (1985)
- Angel of the Night (1985)
- Another Roll in the Hay (1985)
- Backdoor Romance (1985)
- Balling for Dollars (1985)
- Bedtime Tales (1985)
- Blue Ice (1985)
- Bordello (1985)
- Can't Get Enough (1985)
- Caught from Behind 3 (1985)
- Coming of Angels 2 (1985)
- Corporate Assets (1985)
- Cumshot Revue 2 (1985)
- Dames (1985)
- Ebony Erotica 2 (1985)
- Ecstasy Girls 2 (1985)
- Endless Passion (1985)
- Erotic Aerobics (1985)
- Erotic Zone (1985)
- Erotic Zones 1 (1985)
- Erotica Jones (1985)
- Fantasy Club 59 (1985)
- Fashion Fantasies (1985)
- Forbidden Entry (1985)
- Free and Foxy (1985)
- Freeway Honey (1985)
- French Letters (1985)
- Futuresex (1985)
- Gentlemen Prefer Ginger (1985)
- Ginger On The Rocks (1985)
- Going Down (1985)
- Gourmet Premiere Quickies 903 (1985)
- Gourmet Quickies 22 (1985)
- Heartbreak Girl (1985)
- Hot Merchandise (1985)
- Hot Wire (1985)
- House of Lust (1985)
- I Dream of Ginger (1985)
- Initiation of Cynthia (1985)
- It's My Body (1985)
- Jawbreakers (1985)
- Just Another Pretty Face (1985)
- Layover (1985)
- Lilith Unleashed (1985)
- Naughty Cheerleaders (1985)
- New York Vice (1985)
- Nice and Tight (1985)
- One Hot Night Of Passion (1985)
- Passionate Lee (1985)
- Pleasure Party (1985)
- Pleasure Productions 12 (1985)
- Rich Bitch (1985)
- Sailing Into Ecstasy (1985)
- Scandalous Simone (1985)
- Screaming Desire (1985)
- Sex Fifth Avenue (1985)
- Sex Wars (1985)
- Sexually Altered States (1985)
- Shacking Up (1985)
- Shauna: Every Man's Fantasy (1985)
- Sheri's Got To Have It (1985)
- She's So Fine (1985)
- Some Kind Of Woman (1985)
- Street Heat (1985)
- Super Chic (1985)
- Surfside Sex (1985)
- Swedish Erotica 63 (1985)
- Swedish Erotica 64 (1985)
- Swedish Erotica 67 (1985)
- Swedish Erotica 68 (1985)
- Taboo American Style 1 (1985)
- Taboo American Style 2 (1985)
- Taboo American Style 3 (1985)
- Taboo American Style 4 (1985)
- Taste of Candy (1985)
- Taste of Pink (1985)
- Terms Of Desire (1985)
- Thrill St Blues (1985)
- Ultimate O (1985)
- Untamed Passions (1985)
- Vergini corpi frementi (Ten Little Maidens), regia di John Seeman (1985)
- With Love Annette (1985)
- With Love Loni (1985)
- Working Girls (1985)
- Yank My Doodle (1985)
- Adult Video News Magazine 1 (1986)
- Afro Erotica 4 (1986)
- Backside To The Future 1 (1986)
- Best Of Collector's Video (1986)
- Bigger the Better (1986)
- Blazing Bedrooms (1986)
- Classic Swedish Erotica 10 (1986)
- Classic Swedish Erotica 14 (1986)
- Classic Swedish Erotica 21 (1986)
- Classic Swedish Erotica 23 (1986)
- Classic Swedish Erotica 24 (1986)
- Classic Swedish Erotica 3 (1986)
- Classic Swedish Erotica 6 (1986)
- Classic Swedish Erotica 7 (1986)
- Classic Swedish Erotica 9 (1986)
- Club Ginger (1986)
- Daddy's Darling Daughters (1986)
- Dangerous Desires (1986)
- Deep Throat Girls (1986)
- Despicable Dames (1986)
- Devil in Miss Jones 3 (1986)
- Devil in Miss Jones 4 (1986)
- Dirty Dreams (1986)
- Double Standards (1986)
- Dynamic Vices (1986)
- Every Woman Has A Fantasy 2 (1986)
- Flesh Fire (1986)
- Getting Personal (1986)
- Girls of Double D 1 (1986)
- Girls of the Chorus Line (1986)
- Hidden Fantasies (1986)
- Hot Shorts: Ginger Lynn (1986)
- Hotel California (1986)
- House of Blue Dreams (1986)
- Irresistible 2 (1986)
- Life and Loves of Nikki Charm (1986)
- Loose Morals (1986)
- Lust At Sea (1986)
- Lust on the Orient Express (1986)
- Many Shades of Amber (1986)
- Mouth Watering (1986)
- Nymphette (1986)
- Oddest Couple (1986)
- Oral Majority (1986)
- Play Me Again Vanessa (1986)
- Private Love Affairs (1986)
- Pumping Flesh (1986)
- Return To Sex Fifth Avenue (1986)
- Salt And Pepper (1986)
- Sex Asylum 2: Sheer Bedlam (1986)
- Sinners 1 (1986)
- Sinners 2 (1986)
- Sinners 3 (1986)
- Sins of the Wealthy 2 (1986)
- Sore Throat (1986)
- Superstars And Superstuds (1986)
- Sweet Cheeks (1986)
- Sweetest Taboo (1986)
- Temptations of the Flesh (1986)
- This Stud's For You (1986)
- Thy Neighbor's Wife (1986)
- Triple Xposure (1986)
- Trouble With Traci (1986)
- Ultimate Lover (1986)
- Ultimate Thrill (1986)
- Unnatural Phenomenon (1986)
- Unnatural Phenomenon 2 (1986)
- West Coast Girls (1986)
- White Women (1986)
- With Love From Susan (1986)
- With Love Lisa (1986)
- 69 Minutes Evening News 2 (1987)
- Backdoor Bonanza 5 (1987)
- Best of Erica Boyer (1987)
- Best of Patti Petite 1 (1987)
- Blue Vanities 16 (1987)
- Careena: Young And Restless (1987)
- Cheating (1987)
- Circus Acts (1987)
- Classic Swedish Erotica 25 (1987)
- Classic Swedish Erotica 29 (1987)
- Classic Swedish Erotica 30 (1987)
- Deep Inside Ginger Lynn (1987)
- Dirty Dozen 2 (1987)
- Double Penetration 2 (1987)
- Firestorm 2 (1987)
- Firestorm 3 (1987)
- F-it (1987)
- Friday the 13th (1987)
- Furburgers (1987)
- Girl With the Million Dollar Legs (1987)
- Girls in Blue (1987)
- Honey Buns 1 (1987)
- Legends of Porn 1 (1987)
- Lessons in Lust (1987)
- Mimi (1987)
- Monkey Business (1987)
- Nicki (1987)
- Night Games (1987)
- Nudes at Eleven 2 (1987)
- On The Loose (1987)
- Oral Majority 4 (1987)
- Orgies (1987)
- Play It Again Samantha (1987)
- Playing for Passion (1987)
- Restless Nights (1987)
- Sex Fifth Avenue (new) (1987)
- Sex Maniacs (1987)
- Sizzling Hot (1987)
- Star Cuts 73: Angel (1987)
- Tales of the Uncensored (1987)
- Toys 4 Us 1 (1987)
- Where There's Smoke There's Fire (1987)
- Yiddish Erotica 1 (1987)
- Addicted to Love (1988)
- All the Best Barbara (1988)
- All The Best Nicki (1988)
- Angel Kelly Raw (1988)
- Angel Rising (1988)
- Angela Baron Behind the Scenes (1988)
- Backdoor Lust (1988)
- Beauty and the Beast 1 (1988)
- Bedside Brat (1988)
- Best of Barbara Dare 1 (1988)
- Big Melons 19 (1988)
- Blue Vanities 54 (1988)
- Blue Vanities 58 (1988)
- Blue Vanities 65 (1988)
- Blue Vanities 67 (1988)
- Blue Vanities 80 (1988)
- Broadway Brat (1988)
- Caught in the Act (1988)
- Cheating American Style (1988)
- Cumshot Revue 4 (1988)
- Double Penetration 3 (1988)
- Double Penetrations 4 (1988)
- Eleventh Commandment (1988)
- Fatal Erection (1988)
- First Of April (1988)
- Honky Tonk Angels (1988)
- Hottest Parties (1988)
- Hottest Ticket (1988)
- Inches For Keisha (1988)
- Insatiable (1988)
- Inside Sharon Mitchell (1988)
- Lady in Black (1988)
- Lay It Again Sam (1988)
- Little Red Riding Hood (1988)
- Oral Ecstasy 3 (1988)
- Oral Ecstasy 4 (1988)
- Oral Majority 5 (1988)
- Oral Majority 6 (1988)
- Outrageous Orgies 2 (1988)
- Porsche Lynn Every Man's Dream (1988)
- Romeo And Juliet 2 (1988)
- Still the Brat (1988)
- Take My Body (1988)
- Taste of Porsche (1988)
- Twenty Something 1 (1988)
- Twenty Something 2 (1988)
- Two Into One 2 (1988)
- Wild Brat (1988)
- Yuppies in Heat (1988)
- Acts Of Love (1989)
- Backdoor Bonanza 12 (1989)
- Double Penetration Fever (1989)
- Dream Walk (1989)
- Fuck My Ass No Lube (1989)
- I Love a Girl in a Uniform (1989)
- Jungle Juice (1989)
- Legends of Porn 2 (1989)
- Only the Best 2 (1989)
- Submissive Women (1989)
- Taste of Little Oral Annie (1989)
- Where the Boys Aren't 1 (1989)
- Wife Swap (1989)
- Wild Women 31: Liz Randall (1989)
- Amazing Tails 5 (1990)
- Beat the Heat (1990)
- Boobs Butts and Bloopers 2 (1990)
- Diedra in Danger (1990)
- Erotic Explosions 5 (1990)
- Ginger Then and Now (1990)
- Last X-rated Movie 1 (1990)
- Lifeguard (1990)
- Masseuse 1 (1990)
- Miss Directed (1990)
- Taste of Janey Robbins (1990)
- Taste of Nicki Charm (1990)
- Taste of Vanessa Del Rio (1990)
- Torch (1990)
- Tori Tori Tori Boy/girl Hits (1990)
- Torrid Without A Cause 2 (1990)
- Where the Boys Aren't 3 (1990)
- Bad News Brat (1991)
- Blue Vanities 13 (1991)
- California Blondes 3 (1991)
- Erotic Explosions 24 (1991)
- Last X-rated Movie 2 (1991)
- Last X-rated Movie 3 (1991)
- Legends of Porn 3 (1991)
- Blue Vanities 18 (1992)
- Blue Vanities 37 (1992)
- Only the Best of Anal (1992)
- Oral Oasis (1992)
- Over 40 (1992)
- Pretty in Peach (1992)
- Red Room and Other Places (1992)
- Speedster (1992)
- Swedish Erotica Hard 3 (1992)
- Swedish Erotica Hard 5 (1992)
- Swedish Erotica Hard 7 (1992)
- True Legends of Adult Cinema: The Golden Age (1992)
- Victim of Love (1992)
- Anything Goes (1993)
- Blonde Justice 1 (1993)
- Blue Vanities 63 (1993)
- Blue Vanities 91 (1993)
- Camp Beaverlake (new) (1993)
- Naughty Nurses (1993)
- Nothing to Hide 2 (1993)
- Personal Touch 2 (new) (1993)
- Play It Again Samantha (new) (1993)
- Ready Willing And Anal (1993)
- Swedish Erotica Hard 15 (1993)
- Swedish Erotica Hard 16 (1993)
- Swedish Erotica Hard 19 (1993)
- Swedish Erotica Hard 20 (1993)
- Swedish Erotica Hard 26 (1993)
- Swedish Erotica Hard 28 (1993)
- Swedish Erotica Hard 29 (1993)
- Swedish Erotica Hard 30 (1993)
- Things Change 1 (1993)
- Things Change 2 (1993)
- True Legends of Adult Cinema: The Cult Supertstars (1993)
- Adult Video News Awards 1994 (1994)
- Do You Wanna Be Loved (new) (1994)
- Blue Vanities 220 (1995)
- Blue Vanities 246 (1995)
- Comeback (1995)
- Companion: Aroused 2 (1995)
- Dangerous Games (1995)
- Blue Vanities 275 (1996)
- Show And Tell (1996)
- Sorority Sluts 1 (1996)
- Blue Vanities 276 (1997)
- Blue Vanities 277 (1997)
- Head To Head (1997)
- Blue Vanities 306 (1998)
- Blue Vanities 314 (1999)
- Blue Vanities 325 (1999)
- Dreamwagon: Inside The Adult Film Industry (1999)
- Reflections (2000)
- Secret Party (2000)
- Fade to Black 1 (2001)
- Fluff (2001)
- Buffy Davis Collection (2002)
- Heaven's Revenge (2002)
- Screaming Orgasms (2002)
- Blue Vanities 375 (2003)
- Deep Inside Ginger Lynn (2003)
- Kay Parker Collection 1 (2003)
- Little Oral Annie Rides Again (2003)
- Swedish Erotica 4Hr 1 (2003)
- Swedish Erotica 4Hr 11 (2003)
- Swedish Erotica 4Hr 12 (2003)
- Swedish Erotica 4Hr 2 (2003)
- Swedish Erotica 4Hr 25 (2003)
- Swedish Erotica 4Hr 3 (2003)
- Swedish Erotica 4Hr 4 (2003)
- Swedish Erotica 4Hr 5 (2003)
- Swedish Erotica 4Hr 6 (2003)
- Swedish Erotica 4Hr 7 (2003)
- Swedish Erotica 4Hr 8 (2003)
- Barbara Dare: Dirtiest Of Dare (2004)
- Golden Age of Porn: Desiree Cousteau (2004)
- Jackie And Jill (2004)
- Last Girl Standing (2004)
- Prom Queen: Lysa Thatcher Collection (2004)
- Strokin' to the Oldies: Seka (2004)
- Best of Amber Lynn (2005)
- Blue Vanities 417 (2005)
- Blue Vanities 431 (2005)
- Chris Cassidy Collection (2005)
- Connie Peters Collection (2005)
- Diamond Collection 20 DVD (2005)
- Kristara Barrington Collection (2005)
- Oriental Temptations (new) (2005)
- Rachel Ashley Collection (2005)
- Amber Lynn Collection (2006)
- Emperor (2006)
- Fade to Black 2 (2006)
- International Battle of the Superstars (2006)
- Kay Parker Collection 3 (2006)
- Lacie's Life (2006)
- Little Oral Annie Back in the Saddle (2006)
- Superstar Shauna Grant (2006)
- Vanessa Del Rio: Latina Goddess (2006)
- Very Best of Desiree Cousteau (2006)
- Very Best of Dorothy LeMay (2006)
- Debbie Does Dallas Again (2007)
- Kathy Harcourt Collection (2007)
- Lysa Thatcher: the Teenage Years (2007)
- Swedish Erotica 102 (2007)
- Swedish Erotica 111 (2007)
- Swedish Erotica 75 (new) (2007)
- Swedish Erotica 77 (new) (2007)
- Swedish Erotica 80 (new) (2007)
- Swedish Erotica 81 (new) (2007)
- Swedish Erotica 88 (2007)
- Swedish Erotica 89 (2007)
- Swedish Erotica 91 (2007)
- Swedish Erotica 96 (2007)
- XXX Bra Busters in the 1980's 3 (2007)
- Ginger Lynn: The Queen Of Erotica (2008)
- Monique's Been Blackmaled (2008)
- Nina Hartley Screws the Stars (2008)
- Battle of the Superstars: Annette Haven vs. Bridgette Monet (2009)
- Battle of the Superstars: Seka vs. Kay Parker (2009)
- Heaven (2009)
- Clerks XXX: A Porn Parody (2013)
- Hottest Sex Stars of the Early 80s (2013)
- Double Delight
- Fun In A Bun

### Regista
- Despicable Dames (1986)
- Angel Gets Even (1987)
- Army Brat (1987)
- Bitch (1987)
- Black Widow (1987)
- Boss (1987)
- Brat on the Run (1987)
- Bringing Up Brat (1987)
- Guess Who Came at Dinner (1987)
- Little Shop Of Whores (1987)
- Made In Germany (1987)
- Robofox (1987)
- Romeo and Juliet (1987)
- Where There's Smoke There's Fire (1987)
- Addicted to Love (1988)
- Back to Rears (1988)
- Beauty and the Beast 1 (1988)
- Bedside Brat (1988)
- Broadway Brat (1988)
- Caught in the Act (1988)
- Cheating American Style (1988)
- Eleventh Commandment (1988)
- First Of April (1988)
- Good Evening Vietnam (1988)
- Heiress (1988)
- Jamie Loves Jeff 1 (1988)
- Little Red Riding Hood (1988)
- Naked Stranger (1988)
- Outrageous Foreplay (1988)
- Robofox 2 (1988)
- Robofox 2 (new) (1988)
- Romeo And Juliet 2 (1988)
- Sex in Dangerous Places (1988)
- Still the Brat (1988)
- Sweet Spurt of Youth (1988)
- Twenty Something 1 (1988)
- Twenty Something 2 (1988)
- Wild Brat (1988)
- Army Brat 2 (1989)
- At The Pornies (1989)
- Beach Blanket Brat (1989)
- Brat Force (1989)
- Bratgirl (1989)
- Charmed Again (1989)
- Chills (1989)
- Class Act (1989)
- I Do (1989)
- Nymphobrat (1989)
- Perfect Brat (1989)
- Phantom X (1989)
- Play Me (1989)
- Scarlet Bride (1989)
- Sexual Fantasies (1989)
- Sleeping Beauty Aroused (1989)
- Torrid (1989)
- Torrid Without A Cause (1989)
- Triangle (1989)
- True Confessions Of Hyapatia Lee (1989)
- True Confessions Of Tori Welles (1989)
- True Love (1989)
- Twenty Something 3 (1989)
- Beat the Heat (1990)
- Beauty and the Beast 2 (1990)
- Behind Closed Doors (1990)
- Designer Genes (1990)
- Diedra in Danger (1990)
- I Do 2 (1990)
- Lifeguard (1990)
- Lust In The Woods (1990)
- Lusty Dusty (1990)
- Masseuse 1 (1990)
- Out For Blood (1990)
- Portrait of Christy (1990)
- Rockin' the Boat (1990)
- Swap (1990)
- Torch (1990)
- Tori Tori Tori Girl/girl Hits (1990)
- Torrid Without A Cause 2 (1990)
- Twisted (1990)
- Veil (1990)
- Where the Boys Aren't 2 (1990)
- 10 Questions: Christy Canyon (1991)
- Bad News Brat (1991)
- Blue Jean Brat (1991)
- Enchantress (1991)
- I Do 3 (1991)
- Indian Summer (1991)
- Indian Summer 2: Sandstorm (1991)
- Jamie Loves Jeff 2 (1991)
- Killer Looks (1991)
- Love Letters (1991)
- No Time For Love (1991)
- On Trial 1: In Defense of Savannah (1991)
- Passages 1 (1991)
- Passages 2 (1991)
- Passages 3 (1991)
- Passages 4 (1991)
- Quodoushka (1991)
- Sex Asylum 4 (1991)
- Torch 2 (1991)
- Vision In Heather (1991)
- Bonnie and Clyde 1 (1992)
- Cameo Appearance (1992)
- Christy in the Wild (1992)
- Crazed 1 (1992)
- Crazed 2 (1992)
- House of Sleeping Beauties (1992)
- House of Sleeping Beauties (Director's Cut) (1992)
- House of Sleeping Beauties 2 (1992)
- Kama Sutra (1992)
- On Trial 2 (1992)
- On Trial 3 (1992)
- On Trial 4 (1992)
- Phoenix (1992)
- Phoenix Rising (1992)
- Racquel In The Wild (1992)
- Raquel Released (1992)
- Sinderella 1 (1992)
- Sinderella 2 (1992)
- Speedster (1992)
- Victim of Love (1992)
- Victim Of Love 2 (1992)
- Anonymous (1993)
- Blind Spot (1993)
- Blonde Justice 1 (1993)
- Blonde Justice 2 (1993)
- Bonnie and Clyde [Director's Cut] (1993)
- Bonnie and Clyde 2 (1993)
- Coven (1993)
- Coven 2 (1993)
- Day Dreams (1993)
- Endlessly (1993)
- Mask (1993)
- Night Train (1993)
- Nothing to Hide 2 (1993)
- Parlor Games (1993)
- SEX (1993)
- SEX 2 (1993)
- Steal This Heart (1993)
- Steal This Heart 2 (1993)
- Steamy Windows (1993)
- Things Change 1 (1993)
- Things Change 2 (1993)
- Where the Boys Aren't 4 (1993)
- American Blonde (1994)
- Cheating (1994)
- Masseuse 2 (1994)
- Oral Obsession 1 (1994)
- Pretending (1994)
- Revenge of Bonnie and Clyde (1994)
- Secrets of Bonnie and Clyde (1994)
- Swap 2 (1994)
- Borderline (1995)
- Comeback (1995)
- Companion: Aroused 2 (1995)
- Dangerous Games (1995)
- Layover (1995)
- Trouble Maker (1995)
- White Wedding (1995)
- Bobby Sox (1996)
- Luna Chick (1996)
- Nikki Loves Rocco (1996)
- Show 1 (1996)
- Show And Tell (1996)
- Torrid Tales (1996)
- Bad Wives 1 (1997)
- Beautiful (1997)
- Control (1997)
- Masseuse 3 (1997)
- Nymph (1997)
- Show 2 (1997)
- Zone (1997)
- Blondage: Extreme Close Up 4 (1998)
- Debbie Does Dallas '99 (1998)
- Debbie Does Dallas: The Next Generation (1998)
- Dethroned (1998)
- House of Sleeping Beauties 3 (1998)
- Mobsters Wife (1998)
- Original Sin (1998)
- Shipwreck (1998)
- Show 3 (1998)
- Taxi Dancer (1998)
- Xtreme Janine (1998)
- Awakening (1999)
- Blondage 3 (1999)
- Kink (1999)
- Nurses (1999)
- Pipe Dreams (1999)
- Roommates (1999)
- Talent Scout (1999)
- Trophy (1999)
- Window (1999)
- Artemesia (2000)
- Debbie Does Iowa (2000)
- Debbie Does New Orleans (2000)
- Facade (2000)
- Jekyll and Hyde (2000)
- Marissa (2000)
- Portraits In Blue (2000)
- Secret Party (2000)
- True Blue (2000)
- Bad Wives 2 (2001)
- Believe It Or Not 1 (2001)
- Believe It Or Not 2 (2001)
- Cheyenne: Extreme Close Up (2001)
- Fade to Black 1 (2001)
- Hansel And Gretel (2001)
- How To Marry A Millionaire (2001)
- Love Games (2001)
- Obsession (2001)
- Rapunzel (2001)
- Arrangement (2002)
- Heart Breaker (2002)
- Heaven's Revenge (2002)
- Hot Orchid (2002)
- Hot Spot (2002)
- If You Only Knew (2002)
- Kira Kener: Extreme Close Up (2002)
- Paying The Piper (2002)
- Sordid (2002)
- Vixen (2002)
- Wife Taker (2002)
- Debbie Does Dallas: The Revenge (2003)
- Heart of Darkness (2003)
- History of Fetish (2003)
- Looking In (2003)
- Sunrise: Extreme Close Up (2003)
- Sweet Hearts (2003)
- Sweetie Baby (2003)
- Taya: Extreme Close Up (2003)
- Third Date (2003)
- 8th Sin (2004)
- Debbie Does Dallas: East Vs West (2004)
- Emotions (2004)
- Hard Candy (2004)
- Housekeeper (2004)
- Jackie And Jill (2004)
- Jaded (2004)
- Key Party (2004)
- Kira At Night (2004)
- Last Girl Standing (2004)
- Lexie and Monique Love Rocco (2004)
- Maneater (2004)
- Masseuse 1 (2004)
- Out of Control (2004)
- Over Her Head (2004)
- Panty Raid (2004)
- Room for Rent (2004)
- Sextet (2004)
- Bare Naked (2005)
- Dance Party (2005)
- Desperate (2005)
- Freshness (2005)
- Hot Property (2005)
- Inside Moves (2005)
- Intimate Strangers (2005)
- Janine's Been Blackmaled (2005)
- Janine's Got Male (2005)
- Les Bitches (2005)
- Monique on the Sly (2005)
- New Devil in Miss Jones (2005)
- Scorpio Rising (2005)
- Take My Wife (2005)
- True Hollywood Twins (2005)
- Two Hot (2005)
- Villa (2005)
- After Midnight (2006)
- Blue Light Project (2006)
- Briana Loves Rocco (2006)
- Dinner Party (2006)
- Emperor (2006)
- Fade to Black 2 (2006)
- Fashion Underground (2006)
- Flasher (2006)
- Grudge (2006)
- Heat Wave (2006)
- Heavy Breathing (2006)
- Illicit (2006)
- Invasion of the Porno Shooters (2006)
- My Evil Twin (2006)
- Scream (2006)
- Sexy Young Thing (2006)
- Star (2006)
- Sunny and Cher (2006)
- To Die For (2006)
- Twindom (2006)
- Call Girl Confidential (2007)
- City Sex (2007)
- Debbie Does Dallas... Again (2007)
- Hard Time (2007)
- I Love My Ass (2007)
- Layout (2007)
- My Wife's Best Friend (2007)
- Pipe Dreams (II) (2007)
- Sex and Violins (2007)
- Adventures in Babysitting (2008)
- Burn (2008)
- Car Wash (2008)
- Chauffeur's Daughter (2008)
- Cry Wolf (2008)
- Mating Season (2008)
- Meggan and Hanna Love Manuel (2008)
- MILFwood USA (2008)
- Monique's Been Blackmaled (2008)
- Nurse Monique (2008)
- Power (2008)
- Strictly Conversation (2008)
- Throat: A Cautionary Tale (2008)
- Twins Do Science (2008)
- AJ Bailey is Tight (2009)
- American Swingers (2009)
- Back Strokes and Toilette Fantasies (2009)
- Blame it on Savanna (2009)
- Faithless (2009)
- Heaven (2009)
- I Was a Teenage MILF (2009)
- In Black and White (2009)
- Meggan Does Malibu (2009)
- Screwed Over (2009)
- Sex in Dangerous Places (2009)
- Sunny's B/G Adventure (2009)
- Devil in Miss Jones: The Resurrection (2010)
- Dirty Stories (2010)
- Inertia (2010)
- Live!!! Nude!!! Girls!!! (2010)
- Looks Like Fun (2010)
- Meggan's Sexy Stories (2010)
- Mere et sa fille (2010)
- Pervert (2010)
- Savanna's Anal Gangbang (2010)
- Savanna's Been Blackmaled 2 (2010)
- Stripper (2010)
- Twilight Zone Porn Parody (2010)
- Graduate XXX (2011)
- Orgy: The XXX Championship (2011)
- Savanna Samson Is the Masseuse (2011)
- Teases and Pleases 1 (2011)
- Friends With Benefits (2012)
- Legal Appeal (2012)
- Shared Wives (2012)